# Arthrobotryomyces amazonensis
Arthrobotryomyces amazonensis är en svampart som beskrevs av Bat. & J.L. Bezerra 1961. Arthrobotryomyces amazonensis ingår i släktet Arthrobotryomyces, divisionen sporsäcksvampar och riket svampar.   Inga underarter finns listade i Catalogue of Life.